# جسر قشلاق
جسر قشلاق (بالفارسية: پل قشلاق) هو جسر تاريخي يعود إلى عصر السلالة الصفوية والدولة الزندية، ويقع في سنندج.